# 26177 Fabiodolfi
26177 Fabiodolfi (1996 GN2) là một tiểu hành tinh vành đai chính được phát hiện ngày 12 tháng 4 năm 1996 bởi L. Tesi và A. Boattini ở San Marcello Pistoiese.